# Salacia miqueliana
Salacia miqueliana är en benvedsväxtart som beskrevs av Ludwig Eduard Theodor Loesener. Salacia miqueliana ingår i släktet Salacia och familjen Celastraceae. Inga underarter finns listade.